# To Ride, Shoot Straight and Speak the Truth
To Ride, Shoot straight and Speak the Truth är det svenska death metal-bandet Entombeds fjärde studioalbum. Albumet gavs ut den 3 mars i Europa och den 28 oktober i USA 1997 genom Music For Nations. Det har även givits ut en begränsad 2-CD-digipack som innehåller bonusskivan Family Favourites. Originaltiteln för albumet var "DCLXVI" (666), det finns fortfarande med som undertitel för albumet.

## Låtförteckning
1. "To Ride, Shoot Straight and Speak the Truth" - 03:12
2. "Like This with the Devil" - 02:12
3. "Lights Out" - 03:35
4. "Wound" - 02:43
5. "They" - 04:05
6. "Somewhat Peculiar" - 03:20
7. "DCLXVI" - 01:42
8. "Parasight" - 02:50
9. "Damn Deal Done" - 03:26
10. "Put Me Out" - 02:23
11. "Just as Sad" - 01:51
12. "Boats" - 03:07
13. "Uffe's Horrorshow" - 01:18
14. "Wreckage" - 04:01

### Family Favourites
1. "Kick Out the Jams" - 2:48 (MC5 cover)
2. "21st Century Schizoid Man" - 3:18 (King Crimson cover)
3. "Bursting Out" - 3:43 (Venom cover)
4. "Under the Sun" - 5:46 (Black Sabbath cover)

### Japanska versionen
Den japanska versionen innehåller två bonuslåtar:
1. "Lost" - 3:12
2. "Ballad Of Hollis Brown" - 4:06

## Banduppsättning
- Lars Göran Petrov - sång, piano på "DCLXVI"
- Jörgen Sandström - bas
- Uffe Cederlund - gitarr
- Alex Hellid - gitarr
- Nicke Andersson - trummor